# Sign of the crow
Sign of the crow is een studioalbum van de muziekgroep rondom David Cross. De jaren voor dit album speelde Cross met allerlei mensen, zoals Robert Fripp en de combinatie Stick Men. Ondertussen gingen het toeren met zijn vaste band gewoon door. Daarin vonden twee personeelswisselingen plaats. Wilde en Blundell zijn "nieuw" op dit album, Blundell drumde eerder bij bijvoorbeeld Pendragon. De muziek van Cross bleef ook met dit album sterk lijken op die van de band waarin hij in de jaren zeventig van de 20e eeuw speelde: King Crimson. De band ging daarna op tournee waarbij ook Nederland werd aangedaan. Tijdens de optredens trad David Jackson, voormalig lid van Van der Graaf Generator als gast op. 

## Musici
- Jinian Wilde - zang
- David Cross – elektrische viool
- Paul Clark – gitaar
- Mick Paul – basgitaar
- Alex Hall – toetsinstrumenten
- Craig Blundell – slagwerk
- Richard Palmer-James - teksten

## Muziek
| Nr. | Titel              | Duur |
| --- | ------------------ | ---- |
| 1.  | Starfall           | 5:52 |
| 2.  | Sign of the crow   | 7:04 |
| 3.  | Crowd surfing      | 5:03 |
| 4.  | The pool           | 9:07 |
| 5.  | Raintwist          | 6:26 |
| 6.  | Spiderboy          | 7:05 |
| 7.  | Mumbo jumbo        | 5:52 |
| 8.  | Water on the flame | 5;27 |
| 9.  | Rain rain          | 9:31 |